# Tural Cəlilov
Tural Cəlilov (ur. 28 listopada 1986 w Xaçmaz) – azerski piłkarz grający na pozycji pomocnika w Kəpəz Gəncə.
11 maja 2017 podpisał kontrakt z Kəpəz Gəncə.
W reprezentacji Azerbejdżanu zadebiutował w 2008. Do 15 listopada 2009 rozegrał w niej 4 mecze.